# Marco Rigoni
Marco Rigoni (Padova, 5 gennaio 1980) è un dirigente sportivo ed ex calciatore italiano, di ruolo centrocampista.

## Caratteristiche tecniche
Di ruolo centrocampista, era un ottimo battitore di calci di rigore. Sapeva dare imprevedibilità alla squadra ed era bravo inserirsi in fase offensiva.

## Carriera

### Giocatore

#### Club

##### Gli inizi tra Padova e Juventus
Cresciuto nel vivaio del Padova, formazione della sua città, all'età di 17 anni approda nel settore giovanile della Juventus. Saltuariamente aggregato per la stagione 1997-1998 alla prima squadra di Marcello Lippi, con i bianconeri fa il suo esordio tra i professionisti l'11 marzo 1998 a Roma, subentrando a Di Livio nei minuti finali della semifinale di ritorno della Coppa Italia sul campo della Lazio (2-2).
Nell'annata 1998-1999, in cui continua a far la spola tra giovanili e prima squadra, debutta in Serie A il 17 gennaio 1999 nella trasferta contro il Venezia (1-1), sostituendo Amoruso sul finire di partita. Nel prosieguo di stagione gioca altri due spezzoni di gara contro l'Udinese, nel doppio spareggio di fine campionato per l'accesso alla Coppa UEFA; trova maggiore spazio in Coppa Italia dove mette a referto 5 presenze, tra cui il retour match degli ottavi di finale, ancora a Venezia contro i lagunari (2-2), giocato da titolare.

##### Triestina, Ternana e Pescara
Nel 2001 scende in Serie B, passando il prestito semestrale al Ravenna. Dopo un breve ritorno alla Juventus, l'anno seguente passa un nuovo semestre, sempre in prestito e sempre in cadetteria, al Cittadella. La sua carriera in B è tuttavia legata in particolare a due club: la Triestina dove gioca dal 2002 al 2006, allenato tra gli altri da Attilio Tesser, e la Ternana con la quale si divide dal 2006 al 2009, in due diverse fasi, tra B e Prima Divisione.
In mezzo, nella stagione 2006-2007 viene ingaggiato dal Pescara, sempre in serie cadetta, affrontando un tormentato campionato in cui la squadra viene pilotata da tre allenatori diversi. Nella disastrosa prima parte di stagione, guidati prima da Davide Ballardini e poi da Aldo Ammazzalorso, i biancazzurri non riescono a conquistare una vittoria stagnando all'ultimo posto della classifica; Rigoni deve attendere l'arrivo in panchina di Luigi De Rosa, con cui disputa il periodo più positivo di quell'annata tribolata, per rilanciarsi e tornare a giocare con continuità. Nell'ultima parte della stagione il centrocampista fa tuttavia i conti coi gravi problemi societari che affliggono il club pescarese, che portano la società a un passo dal fallimento e la squadra a mancare la salvezza.
Nell'estate 2007 ritorna a Terni, dove rimane per le successive due stagioni.

##### Novara
Nell'estate 2009 la Ternana cede Rigoni in compartecipazione al Novara. Successivamente, il 27 giugno 2010 resta definitivamente in Piemonte, in Serie B, poiché la società gaudenziana ne ottiene alle buste l'intero cartellino.
Il primo gol stagionale lo realizza il 25 settembre in occasione della 6ª giornata contro il Livorno: oltre al gol contro i toscani va in rete per altre tre volte nel giro di un mese. Dal 22 ottobre rimane a secco di marcature fino al 5 giugno 2011, giorno della semifinale di ritorno dei play-off, quando un suo tiro al volo da fuori area al 90' ha permesso ai novaresi di pareggiare in extremis la sfida contro la Reggina e qualificarsi così in finale play-off grazie al risultato acquisito.
Il 12 giugno 2011 segna il gol del 2-0 contro il Padova nella finale di ritorno dei play-off, ipotecando il ritorno del Novara in Serie A dopo 55 anni. Debutta con i gaudenziani in Serie A il successivo 17 settembre, nella partita contro il Cagliari persa per (2-1).
Il 20 settembre segna i suoi primi gol in massima categoria, di cui uno su rigore, nella doppietta che sancisce la prestigiosa vittoria sull'Inter (3-1). Alla penultima giornata di campionato, nella sfida contro il Cesena, segna la sua prima tripletta in A che sancisce la vittoria per 3-0 sui romagnoli. A fine stagione sarà il centrocampista più prolifico del campionato, con 11 gol all'attivo.

##### Chievo, Genoa e ritorno a Novara
Il 23 luglio 2012 passa al Chievo, con la formula del prestito con diritto di riscatto. Debutta in Coppa Italia il 18 agosto nella vittoriosa sfida contro l'Ascoli (4-0), valevole per il terzo turno. Debutta in campionato il 2 settembre nella sfida contro il Parma, subentrando nella parte finale dell'incontro a Luciano. Segna il primo gol contro il Palermo il 30 settembre, nella sfida terminata 4-1 per i siciliani, direttamente su calcio d'angolo. Tuttavia al Chievo Rigoni delude, tanto che con l'avvicendamento tra Domenico Di Carlo ed Eugenio Corini finisce ai margini della rosa, indi per cui il 31 gennaio 2013 passa al Genoa con la formula del prestito. Il successivo 3 febbraio fa il suo esordio in rossoblù, segnando al 5' di recupero il gol che vale la vittoria dei liguri contro la Lazio (3-2).
Al termine del campionato 2012-2013, scaduto il prestito genoano, ritorna a Novara in Serie B. Al termine del campionato cadetto 2013-2014 lascia il calcio giocato.

#### Nazionale
Ha giocato con le nazionali Under-15, Under-17 e Under-18, giocando in totale 12 partite su 14 convocazioni e segnando un solo gol: 3 gare senza reti con l'U-15, 3 gare con un gol con l'U-17, e 6 gare ancora senza reti per l'U-18.

### Dirigente
Il 16 luglio 2014 entra a far parte dello staff dell'area marketing e comunicazione del Novara come brand manager. Il 22 settembre 2021 diventa direttore tecnico della Sparta Novara.

## Statistiche

### Presenze e reti nei club
| Stagione         | Squadra          | Campionato       | Campionato | Campionato | Coppe nazionali | Coppe nazionali | Coppe nazionali | Coppe europee | Coppe europee | Coppe europee | Altre coppe | Altre coppe | Altre coppe | Totale | Totale |
| Stagione         | Squadra          | Comp             | Pres       | Reti       | Comp            | Pres            | Reti            | Comp          | Pres          | Reti          | Comp        | Pres        | Reti        | Pres   | Reti   |
| ---------------- | ---------------- | ---------------- | ---------- | ---------- | --------------- | --------------- | --------------- | ------------- | ------------- | ------------- | ----------- | ----------- | ----------- | ------ | ------ |
| 1997-1998        | Juventus         | A                | 0          | 0          | CI              | 1               | 0               | UCL           | 0             | 0             | SI          | 0           | 0           | 1      | 0      |
| 1998-1999        | Juventus         | A                | 1+2        | 0          | CI              | 5               | 0               | UCL           | 0             | 0             | SI          | 0           | 0           | 8      | 0      |
| 1999-2000        | Juventus         | A                | 0          | 0          | CI              | 1               | 0               | Int+CU        | 0             | 0             | -           | -           | -           | 1      | 0      |
| 2000-gen. 2001   | Juventus         | A                | 0          | 0          | CI              | 0               | 0               | UCL           | 0             | 0             | -           | -           | -           | 0      | 0      |
| gen.-giu. 2001   | Ravenna          | B                | 13         | 2          | -               | -               | -               | -             | -             | -             | -           | -           | -           | 13     | 2      |
| 2001-gen. 2002   | Juventus         | A                | 0          | 0          | CI              | 1               | 0               | UCL           | 0             | 0             | -           | -           | -           | 1      | 0      |
| Totale Juventus  | Totale Juventus  | Totale Juventus  | 1+2        | 0          |                 | 8               | 0               |               | 0             | 0             |             | 0           | 0           | 11     | 0      |
| gen.-giu. 2002   | Cittadella       | B                | 1          | 0          | -               | -               | -               | -             | -             | -             | -           | -           | -           | 1      | 0      |
| 2002-2003        | Triestina        | B                | 2          | 0          | CI              | 0               | 0               | -             | -             | -             | -           | -           | -           | 2      | 0      |
| 2003-2004        | Triestina        | B                | 35         | 3          | CI              | 1               | 0               | -             | -             | -             | -           | -           | -           | 36     | 3      |
| 2004-2005        | Triestina        | B                | 39+2       | 3+1        | CI              | 3               | 1               | -             | -             | -             | -           | -           | -           | 44     | 5      |
| 2005-gen. 2006   | Triestina        | B                | 18         | 0          | CI              | 1               | 0               | -             | -             | -             | -           | -           | -           | 19     | 0      |
| Totale Triestina | Totale Triestina | Totale Triestina | 94+2       | 6+1        |                 | 5               | 1               |               | 0             | 0             |             | 0           | 0           | 101    | 8      |
| gen.-giu. 2006   | Ternana          | B                | 17         | 1          | -               | -               | -               | -             | -             | -             | -           | -           | -           | 17     | 1      |
| 2006-2007        | Pescara          | B                | 32         | 3          | CI              | 0               | 0               | -             | -             | -             | -           | -           | -           | 32     | 3      |
| 2007-2008        | Ternana          | C1               | 25         | 9          | CI-C            | 1               | 0               | -             | -             | -             | -           | -           | -           | 26     | 9      |
| 2008-2009        | Ternana          | 1D               | 25         | 6          | CI-LP           | 2               | 3               | -             | -             | -             | -           | -           | -           | 27     | 9      |
| Totale Ternana   | Totale Ternana   | Totale Ternana   | 67         | 16         |                 | 3               | 3               |               | 0             | 0             |             | 0           | 0           | 70     | 19     |
| 2009-2010        | Novara           | 1D               | 32         | 3          | CI+CI-LP        | 4+0             | 0               | -             | -             | -             | SdL-1D      | 2           | 1           | 38     | 4      |
| 2010-2011        | Novara           | B                | 37+4       | 4+2        | CI              | 2               | 0               | -             | -             | -             | -           | -           | -           | 43     | 6      |
| 2011-2012        | Novara           | A                | 35         | 11         | CI              | 1               | 0               | -             | -             | -             | -           | -           | -           | 36     | 11     |
| 2012-gen. 2013   | Chievo           | A                | 10         | 1          | CI              | 2               | 0               | -             | -             | -             | -           | -           | -           | 12     | 1      |
| gen.-giu. 2013   | Genoa            | A                | 13         | 1          | -               | -               | -               | -             | -             | -             | -           | -           | -           | 13     | 1      |
| 2013-2014        | Novara           | B                | 26+1       | 3          | CI              | 2               | 0               | -             | -             | -             | -           | -           | -           | 29     | 3      |
| Totale Novara    | Totale Novara    | Totale Novara    | 127+8      | 23+2       |                 | 9               | 0               |               | 0             | 0             |             | 2           | 1           | 146    | 24     |
| Totale carriera  | Totale carriera  | Totale carriera  | 358+9      | 52+3       |                 | 27              | 4               |               | 0             | 0             |             | 2           | 1           | 396    | 58     |

## Palmarès

### Competizioni nazionali
- Lega Pro Prima Divisione: 1

Novara: 2009-2010 (girone A)
- Supercoppa di Lega di Prima Divisione: 1

Novara: 2010

### Competizioni internazionali
- Coppa Intertoto UEFA: 1

Juventus: 1999